# 애디론댁 플레임스
| 애디론댁 플레임스 | |
| 콘퍼런스          | 서부 콘퍼런스 (2014년~2015년) |
| 디비전            | 노스 디비전 (2014년~2015년) |
| 설립연도          | 2014년 |
| 해체연도          | 2015년 |
| 역사              | 메인 매리너스 (1977년~1987년) 유티카 데블스 (1987년~1993년) 세인트존스 플레임스 (1993년~2003년) 오마하 아크사벤 나이츠 (2005년~2007년) 쿼드시티 플레임스 (2007년~2009년) 애버츠퍼드 히트 (2009년~2014년) 애디론댁 플레임스 (2014년~2015년) 스톡턴 히트 (2015년~현재) |
| 경기장            | 글렌즈 폴스 시빅 센터 |
| 연고지            | 뉴욕주 글렌즈 폴스 |
| 상징색            | 빨강, 검정, 금, 하양 |
| 구단주            | |
| 단장              | |
| 감독              | |
| NHL 제휴          | |
| ECHL 제휴         | |
| 정규시즌 우승     | |
| 콘퍼런스 우승     | |
| 디비전 우승       | |
| 칼더 컵           | |
| 영구 결번         | |

애디론댁 플레임스(Adirondack Flames)는 미국 뉴욕주 글렌즈 폴스를 연고지로 하는 아이스 하키 팀으로, 2014년부터 2015년까지 AHL 소속이었다.
2015년 연고지를 캘리포니아주 스톡턴 (스톡턴 히트)로 이전했다.

## 역대 홈경기장
| 애디론댁 플레임스     |               |          |                    |      |
| 경기장                | 사용기간      | 수용인원 | 장소               | 비고 |
| 글렌즈 폴스 시빅 센터 | 2014년~2015년 | 4,794명  | 뉴욕주 글렌즈 폴스 | 빈칸 |